# Homalotylus turkmenicus
Homalotylus turkmenicus är en stekelart som beskrevs av Svetlana N. Myartseva 1981. Homalotylus turkmenicus ingår i släktet Homalotylus och familjen sköldlussteklar.
Artens utbredningsområde är:
- Iran.
- Turkmenistan.

Inga underarter finns listade i Catalogue of Life.